# (6857) Castelli
(6857) Castelli ist ein Asteroid des inneren Hauptgürtels, der am 19. August 1990 von der US-amerikanischen Astronomin Eleanor Helin am Palomar-Observatorium (IAU-Code 675) auf dem Gipfel des Palomar Mountain etwa 80 Kilometer nordöstlich von San Diego in Kalifornien entdeckt wurde.
Benannt wurde der Asteroid am 12. März 2017 nach dem italienischen Naturwissenschaftler Benedetto Castelli (1578–1643), der ein Lieblingsschüler von Galileo Galilei war und 1613 auf Empfehlung Galileis eine Professur für Mathematik an der Universität Pisa als Nachfolger des verstorbenen Antonio Santucci übernehmen konnte. 1626 berief ihn Papst Urban VIII. an die päpstliche Universität La Sapienza in Rom.